# Richard Schoen
Richard Melvin Schoen (Celina, 23 ottobre 1950) è un matematico statunitense, noto per il suo lavoro sulla geometria differenziale.
Nato a Celina, Ohio, e diplomatosi nel 1968 alla Fort Recovery High School, ha conseguito la laurea in matematica presso l'Università di Dayton. Ha poi conseguito il dottorato di ricerca nel 1977 presso la Stanford University ed è docente presso l'Università della California, Irvine.

## Contributi
Schoen ha studiato l'uso di tecniche analitiche nella geometria differenziale globale. Nel 1979, insieme al suo ex supervisore di dottorato Yau Shing-Tung, ha dimostrato il teorema fondamentale dell'energia positiva nella relatività generale. Nel 1983 gli è stata conferita una borsa di studio MacArthur e nel 1984 ha ottenuto una soluzione completa al problema Yamabe su collettori compatti. Questo lavoro combinava nuove tecniche con idee sviluppate in precedenti ricerche con Yau e risultati parziali di Thierry Aubin e Neil Trudinger. Il teorema risultante afferma che qualsiasi metrica riemanniana su una varietà chiusa può essere riscalata conformemente (cioè moltiplicata per una funzione positiva adatta) in modo da produrre una metrica di curvatura scalare costante. Nel 2007 Simon Brendle e Richard Schoen hanno dimostrato il teorema della sfera differenziabile, un risultato fondamentale nello studio delle varietà di curvatura sezionale positiva. Ha anche dato un contributo fondamentale alla teoria della regolarità delle superfici minime e delle mappe armoniche.
Tra i suoi studenti vi sono Hubert Bray, José F. Escobar, Ailana Fraser, Chikako Mese, William Minicozzi e André Neves.

## Premi e riconoscimenti
Per il suo lavoro sul problema Yamabe Schoen ha ricevuto il Bôcher Memorial Prize nel 1989. È entrato a far parte dell'American Academy of Arts and Sciences nel 1988 e della National Academy of Sciences nel 1991 e ha vinto una Guggenheim Fellowship nel 1996. Nel 2012 è diventato membro della American Mathematical Society, di cui è stato eletto vicepresidente nel 2015. Ha ricevuto il Premio Wolf per la matematica nel 2017, condiviso con Charles Fefferman. Nello stesso anno ha ricevuto la medaglia e il premio Lobačevskij dall'Università di Kazan.

## Pubblicazioni selezionate
- Richard M. Schoen, Leon Simon e Shing-Tung Yau, Curvature estimates for minimal hypersurfaces, in Acta Mathematica, vol. 134, 3–4, 1975,  pp. 275-288, DOI:10.1007/bf02392104, MR 423263.
- Richard M. Schoen e Shing-Tung Yau, On the proof of the positive mass conjecture in general relativity, in Communications in Mathematical Physics, vol. 65, n. 1, 1979,  pp. 45-76, Bibcode:1979CMaPh..65...45S, DOI:10.1007/bf01940959, MR 526976.
- Doris Fischer-Colbrie e Richard M. Schoen, The structure of complete stable minimal surfaces in 3-manifolds of nonnegative scalar curvature, in Communications on Pure and Applied Mathematics, vol. 33, n. 2, 1980,  pp. 199-211, DOI:10.1002/cpa.3160330206, MR 562550.
- Richard M. Schoen e Shing-Tung Yau, Proof of the positive mass theorem. II, in Communications in Mathematical Physics, vol. 79, n. 2, 1981,  pp. 231-260, Bibcode:1981CMaPh..79..231S, DOI:10.1007/bf01942062, MR 612249.
- Richard M. Schoen e Karen Uhlenbeck, A regularity theory for harmonic maps, in Journal of Differential Geometry, vol. 17, n. 2, 1982,  pp. 307-335, MR 664498.
- Richard M. Schoen, Conformal deformation of a Riemannian metric to constant scalar curvature, in Journal of Differential Geometry, vol. 20, n. 2, 1984,  pp. 479-495, MR 788292.
- Mikhael Gromov e Richard M. Schoen, Harmonic maps into singular spaces and p-adic superrigidity for lattices in groups of rank one, in Institut des Hautes Études Scientifiques. Publications Mathématiques, vol. 76, 1992,  pp. 165-246, DOI:10.1007/bf02699433, MR 1215595.
- Richard M. Schoen e Jon Wolfson, Minimizing area among Lagrangian surfaces: the mapping problem, in Journal of Differential Geometry, vol. 58, n. 1, 2001,  pp. 1–86, MR 1895348, arXiv:math/0008244.
- Simon Brendle e Richard M. Schoen, Manifolds with 1/4-pinched curvature are space forms, in Journal of the AMS, vol. 22, n. 1, 2009,  pp. 287-307, Bibcode:2009JAMS...22..287B, DOI:10.1090/s0894-0347-08-00613-9, MR 2449060, arXiv:0705.0766.